# هارتموت بيكر
هارتموت بيكر (بالألمانية: Hartmut Becker)‏ (ولد 6 مايو 1938 في برلين - 22 يناير 2022) هو ممثل ألماني.

## أعمال

### أفلام
- (1987) هروب من سوبيبور

## وصلات خارجية
- هارتموت بيكر على موقع IMDb (الإنجليزية)
- هارتموت بيكر على موقع ألو سيني (الفرنسية)
- هارتموت بيكر على موقع ميوزك برينز (الإنجليزية)
- هارتموت بيكر على موقع أول موفي (الإنجليزية)
- هارتموت بيكر على موقع قاعدة بيانات الأفلام السويدية (السويدية)
- هارتموت بيكر على موقع ديسكوغز (الإنجليزية)
- هارتموت بيكر على موقع قاعدة بيانات الفيلم (الإنجليزية)
- هارتموت بيكر على موقع كينوبويسك (الروسية)